# Hiệp định Oregon

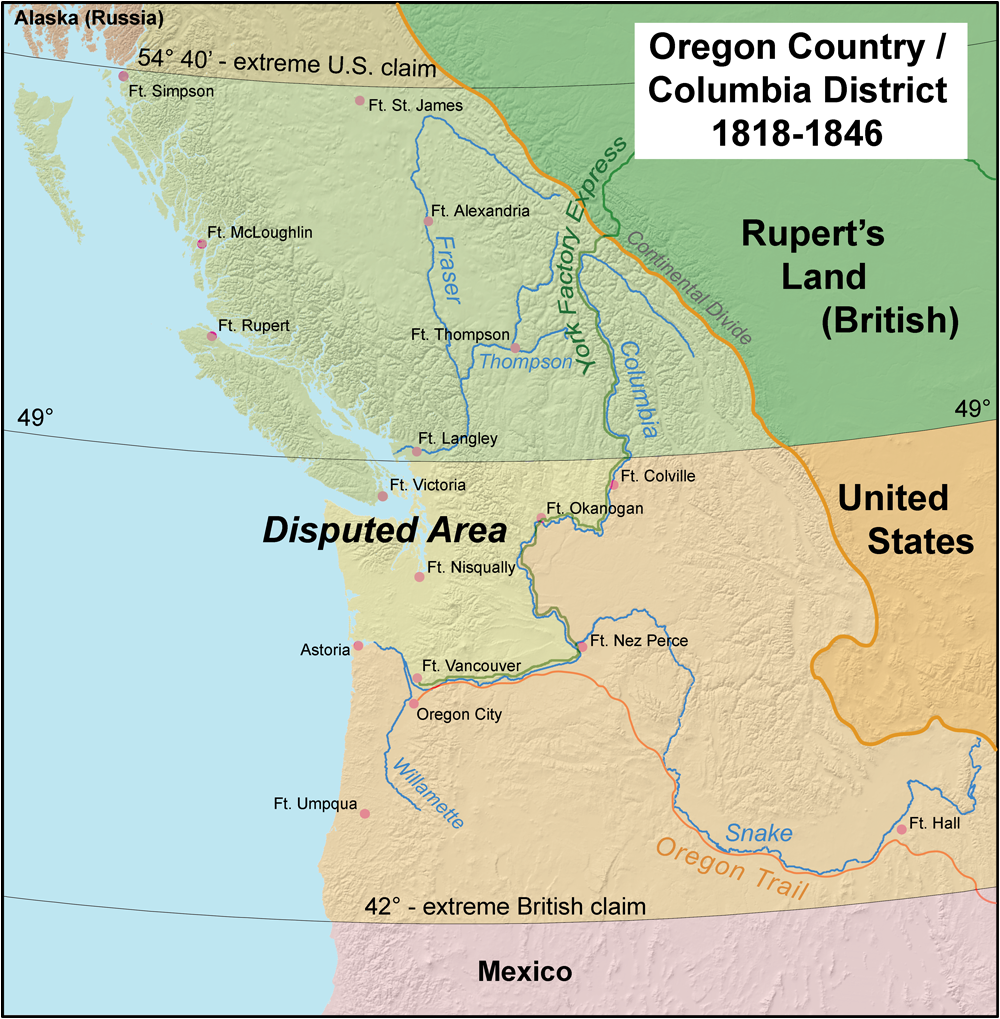
Bản đồ biểu thị các khu vực đất bị tranh chấp

Hiệp định Oregon là một hiệp định giữa Vương quốc Anh và Hoa Kỳ được ký kết ngày 15 tháng 6 năm 1846 tại Washington, D.C. Hiệp định này chấm dứt tranh chấp ranh giới Oregon giữa Anh và Hoa Kỳ. Cả hai phía đều tuyên bố chủ quyền đối với Xứ Oregon mà cả hai cùng chiếm đóng kể từ khi Hiệp định 1818 ra đời.

## Bối cảnh
Hiệp định 1818 ấn định ranh giới giữa Hoa Kỳ và Bắc Mỹ thuộc Anh nằm dọc theo vĩ độ 49 bắc từ Minnesota đến "Dãy núi Stony" (bây giờ được biết là Rặng Thạch Sơn). Phía tây của dãy núi này được người Mỹ biết với tên gọi là Xứ Oregon và người Anh gọi là tỉnh Columbia hay Địa khu Columbia của Công ty Vịnh Hudson. Hiệp định là văn bản cho phép hai phía cùng kiểm soát vùng đất này trong thời gian 10 năm. Cả hai quốc gia có thể tuyên bố chủ quyền và cả hai đều được bảo đảm quyền đi lại trong khắp vùng này.
Việc kiểm soát chung vùng này ngày càng trở nên khó chịu đối với cả hai bên. Sau khi một phía Anh bác bỏ lời đề nghị của tổng thống Hoa Kỳ James K. Polk vạch đường ranh giới tại vĩ tuyến 49 độ bắc, các đảng viên Dân chủ theo đường lối bành trướng kêu gọi sáp nhập bằng vũ lực toàn bộ vùng này lên đến vĩ tuyến 54°40′ bắc. Vĩ tuyến 54°40′ bắc là phân giới phía nam của Châu Mỹ thuộc Nga như đã được thiết lập qua các hiệp định song phương được ký kết giữa Đế quốc Nga và Hoa Kỳ (1824) và giữa Đế quốc Nga và Anh (1825). Tuy nhiên, sự bùng nổ Chiến tranh Mỹ-Mexico vào tháng 4 năm 1846 đã khiến cho người Mỹ đổi hướng chú ý của họ cũng như các nguồn lực quân sự cũng bị chuyển hướng cho chiến tranh. Thế cho nên một thỏa hiệp đạt được trong các cuộc thương lượng đang diễn ra tại Washington, D.C.. Vấn đề được chính phủ Polk giải quyết để tránh tình thế Hoa Kỳ phải đối phó với hai cuộc chiến tranh cùng lúc.

## Các cuộc thương thuyết
Hiệp định được thương thuyết bởi Bộ trưởng Ngoại giao Hoa Kỳ James Buchanan, sau này trở thành tổng thống, và đặc xứ Anh tại Hoa Kỳ là Richard Pakenham. Hiệp định được ký kết ngày 15 tháng 6 năm 1846.
Hiệp định Oregon ấn định biên giới Hoa Kỳ và Bắc Mỹ thuộc Anh ở vĩ tuyến 49 độ Bắc, ngoại trừ đảo Vancouver vẫn hoàn toàn thuộc về Anh. Đảo Vancouver cùng với tất các đảo duyên hải hình thành nên Thuộc địa Đảo Vancouver năm 1849. Phần đất thuộc về Hoa Kỳ được tổ chức thành Lãnh thổ Oregon vào ngày 14 tháng 8 năm 1848 và về sau vào năm 1853, Lãnh thổ Washington được thành lập từ lãnh thổ này. Phần đất thuộc Anh vẫn chưa được tổ chức cho đến năm 1858 khi Thuộc địa British Columbia được tuyên bố sau khi có Cơn sốt vàng Fraser Canyon và vì lo sợ sự chú ý của những người chủ trương bành trướng của Mỹ lại tái phát sinh. Hai thuộc địa Anh kết hợp lại vào năm 1866 để trở thành Các thuộc địa thống nhất Đảo Vancouver và British Columbia. Khi Thuộc địa British Columbia gia nhập Canada năm 1871, vĩ tuyến 49 độ và các đường ranh giới biển được thiết lập theo Hiệp định Oregon trở thành biên giới Hoa Kỳ-Canada.

## Các quyết định được đưa ra
Hiệp định xác định biên giới trong Eo biển Juan de Fuca qua thông lộ biển chính. "Thông lộ biển chính" không được xác định, khiến tăng thêm các cuộc tranh chấp trong Quần đảo San Juan năm 1859. Các điều khoản khác gồm có:
- Tàu thuyền ra vào "các thông lộ biển và eo biển, ở phía nam vĩ tuyến 49 độ Bắc, vẫn được tự do và mở cho cả hai bên."
- Công ty Nông nghiệp Vịnh Puget (một chi nhánh của Công ty Vịnh Hudson) vẫn giữ quyền sở hữu bất động sản của họ ở phía bắc sông Columbia, và phải được bồi thường cho những bất động sản mà công ty phải giao nộp nếu phía Hoa Kỳ yêu cầu thu hồi.
- Quyền sở hữu bất động sản của Công ty Vịnh Hudson và tất cả mọi thứ khác của Anh ở phía nam biên giới mới phải được tôn trọng.[3]

## Các vấn đề nảy sinh từ hiệp định
Các cuộc tranh chấp về Quần đảo San Juan, như có nhắc đến phía trên, kéo dài cho đến khi thỏa thuận đạt được vào năm 1871. Hiệp định cũng gây ra một hậu quả vô tình là đặt khu vực đất mà sau này có tên gọi là Point Roberts, Washington nằm "lệch" phía bên kia biên giới. Đây là một bán đảo nhô ra Vịnh Boundary về hướng nam từ Canada và nằm ở phía nam vĩ tuyến 49 độ Bắc nên, theo hiệp định, nó thuộc về Hoa Kỳ nhưng nằm biệt lập xa Hoa Kỳ.